# Denudacija
Denudacija je preoblikovalni proces, ki preko ploskovnega odnašanja prepereline znižuje nagnjeno površje. Eksogeni preoblikovalni procesi, kakršni so delovanje vode, ledu in vetra, so glavni povzročitelji denudacije. Denudacija povzroči tudi erozijo, ko se ploskovno odnašanje materiala spremeni v stalno linijsko odnašanje, navadno z vodnim tokom, kakršen je potok. Geomorfološka veda pojem denudacija uporablja od zgodnjega 19. stoletja dalje, ko so z njim označevali kakršno koli odnašanje prepereline oziroma razkrivanje kamninske podlage.
Temeljni dejavniki pri jakosti denudacije so topografija, značilnosti kamninske podlage in prepereline, podnebje, tektonske značilnosti, aktivnost človeka ter živali in prisotnost rastlinske odeje.

## Denudacijski procesi
Denudacijo povzročajo trije razmeroma samostojni preoblikovalni procesi, in sicer udarjanje dežnih kapljic, površinsko odtekanje in spiranje ter odtekanje skozi preperelino.
Pomemben del prepereline s pobočij odnesejo dežne kaplje. Velikost slednjih se razteza med 0,2 in 5 mm, njihova hitrost pa dosega 4-6 m/s. Le majhen del kinetične energije dežnih kapelj je uporabljen za premikanje talnega materiala, a je ta vendarle zaslužna za razbijanje prepereline na manjše delce, premikanje teh, mašenje por v tleh s finim materialom in povzročanje večjega površinskega odtekanja ter odnašanje finih delcev po površju, s čimer se poveča delež večjih delcev, ki zaradi gravitacije hitreje polzijo po pobočju. Tako lahko le ena poletna nevihta na golem območju 1 ha premakne do 225 ton materiala.
Površinsko spiranje materiala se dogaja pred združenjem širokega toka v linijo, tj. erozijski tok. Delci tu s pobočja potujejo po površini s pomočjo vode. Največkrat so to fini ali suspenzijski delci, saj voda nima velike kinetične energije za odnos večjih snovi. Kako intenzivno je površinsko spiranje materiala, v veliki meri določa podnebni pas, ki vpliva na količino padavin, rastlinske odeje in jakost preperevanja. Tako območja s polarnim podnebjem kljub skorajda ničelnemu rastju zaznamuje zelo skromna denudacija, saj so padavine redke. Nekoliko bolj opazna, a še vedno na nizki ravni, je denudacija v zmerno toplem podnebju (do 0,03 mm/leto), kjer preperelino varuje večja količina rastja in humusa. V polsuhih in savanskih svetovih gre govoriti o razmeroma močni denudaciji (2-8 mm/leto); rastje je namreč skromno, med drugim tudi zaradi požarov, občasni nalivi pa so močni. Suho, puščavsko podnebje zaradi redkih padavin ni močno okrnjeno z denudacijo. Zato pa je slednja izrazita v ekvatorialnem podnebju (5-15 mm/leto), kjer so talni ostanki rastja redki, nalivi pa stalni in močni. Med denudacijske procese pa sodi tudi linijsko površinsko odtekanje, kadar prihaja do nestalnih tokov, ki menjavajo svoj položaj in zatorej s končnim rezultatom delujejo ploskovno.
Denudacijo povzroča tudi odtekanje skozi preperelino. V tem pogledu je denudacijo moč ločiti na lateralno izpiranje in nastajanje podzemnih kanalov. Lateralno izpiranje je proces, v katerem voda skozi preperelino z veliko infiltracijsko kapaciteto odnaša fine materiale. Ta voda na nižjih delih pobočja mnogokrat pride na dan, zaradi česar se delci ne spirajo le v nižje horizonte prepereline, temveč tudi navzdol po pobočju. Zaenkrat natančni učinki lateralnega izpiranja še niso dodobra raziskani. Do nastajanja podzemnih kanalov pa pride, ko se odtekajoča voda pod površjem združi v kanale. Ti so nestalni in majhni, a se v nekaterih primerih razširijo do 0,5 metra. Povzročajo posedanje tal nad njimi in posledično združevanje površinske vode v koncentriran tok.